# Diploplecta duplex
Diploplecta duplex är en spindelart som beskrevs av Alfred Frank Millidge 1988. Diploplecta duplex ingår i släktet Diploplecta och familjen täckvävarspindlar. Inga underarter finns listade i Catalogue of Life.